# Roger Vitrac
Roger Vitrac (* 17. November 1899 in Pinsac, Département Lot; † 22. Januar 1952 in Paris) war französischer Dramatiker und Surrealist.

## Leben
Er gründete unter anderem mit René Crevel Anfang der 1920er Jahre die dadaistische Zeitung Aventure und war Mitglied der surrealistischen Bewegung, von der er sich 1926 im Zuge der Krise vor der revolutionären Neuausrichtung des 2. Manifestes zusammen mit anderen, etwa Antonin Artaud, distanzierte. Er gründete mit Robert Aron und Antonin Artaud das Theatre Alfred Jarry.
Vitrac kann, besonders mit seinem Stück Victor, das von Artaud 1928 uraufgeführt wurde, als Vorläufer des Absurden Theaters gesehen werden.

## Werke
- Victor ou les Enfants au pouvoir, deutsch Victor oder die Kinder an der Macht, 1928.
- Le coup de Trafalgar, 1934.